# Canto do Forte

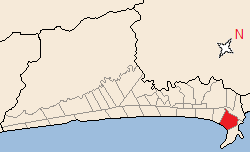
Localização do bairro no município de Praia Grande.

Canto do Forte é um bairro da cidade de Praia Grande (SP). Seu nome se dá porque o único acesso da cidade à Fortaleza de Itaipu (Bairro Militar) é pelo bairro. Seus limites são o Bairro Militar ao leste, Xixová ao norte e Boqueirão ao oeste. Na parte sul do bairro fica a Praia do Forte, uma das mais valorizadas não apenas da cidade, mas também de toda a Baixada Santista.
População: 15.363 habitantes

## Breve História
Diferentemente da maioria dos bairros da cidade que foram surgindo e crescendo na orla da praia ou às margens da rodovia Padre Manoel da Nóbrega, o Canto do Forte foi um bairro projetado e à época os lotes foram comprados por homens de posses, que construiriam casas amplas e belos jardins. Fora construída também a Capela de Santa Mathilde, construída na freguesia de mesmo nome.
Com a passar dos anos a cidade se desenvolveu cada vez mais, mas o bairro mantém seu padrão de vida elevado. Uma das ruas mais amplas, belas e com melhores residências é a Costa Machado, onde se encontram edifícios de alto padrão e luxo.

## Praças Administrativas do Canto do Forte
- Boa Freguesia
- Bohemme
- Cidade de Pedra
- Cohab
- Comerciários
- Costa Machado
- Emissário
- Jardins
- Marechal Hermes
- Oriental
- Parque Paris
- Santa Helena
- Santa Mathilde
- Santa Mônica